# Desa Buniasih (administrativ by i Indonesien, lat -7,10, long 108,13)
Desa Buniasih är en administrativ by i Indonesien.   Den ligger i provinsen Jawa Barat, i den västra delen av landet, 170 km sydost om huvudstaden Jakarta.